# Satyendra Nath Bose
Satyendra Nath Bose (ur. 1 stycznia 1894 w Kalkucie, zm. 4 lutego 1974 tamże) – indyjski fizyk specjalizujący się w fizyce matematycznej.

## Dorobek naukowy
Bose opracował rozkład prawdopodobieństwa dla fotonów, który następnie został rozszerzony przez Alberta Einsteina również na atomy i od ich nazwisk nazwany statystyką Bosego-Einsteina. Praca Bosego Planck's Law and the Hypothesis of Light Quanta, która wprowadzała ten rozkład prawdopodobieństwa, została wydrukowana w niemieckim czasopiśmie naukowym Zeitschrift für Physik dopiero po rekomendacji Einsteina i w jego tłumaczeniu.
Od nazwiska Bosego pochodzi również termin bozon.
W 1924 podczas podróży po Europie współpracował między innymi z Marią Skłodowską-Curie, a w następnym roku z Albertem Einsteinem w Berlinie.